# U 220 (Kriegsmarine)
De U 220 was een type XB U-boot (mijnenlegger) van de Duitse Kriegsmarine tijdens de Tweede Wereldoorlog. Hij stond onder bevel van Oberleutnant Bruno Barber en werd tot zinken gebracht op 28 oktober 1943.
De U-boot werd in 1943 opgeleverd door de Krupp Germaniawerf in Kiel. Op 26 augustus van dat jaar vertrok de boot vanuit Kiel naar de Noorse stad Bergen. De eerste - en uiteindelijk ook laatste - missie startte op 8 september, toen de U-boot met 56 bemanningsleden aan boord vertrok voor een mijnenlegging-patrouille. Op 9 oktober legden hij 66 magnetische SMA-mijnen voor de kust van St. John's, Newfoundland. Op 16 oktober sloegen twee bemanningsleden -bootsman Georg Koerner en Gerhard Lange - overboord, waarna ze als vermist werden opgegeven. Aan boord bevonden zich nu nog 54 man.
De onderzeeër verging op 28 oktober 1943 in de Noord-Atlantische Oceaan, in positie 48° 53′ 0″ NB, 33° 30′ 0″ WL door dieptebommen van twee Grumman TBF Avenger torpedobommenwerpers en Grumman F4F Wildcat jachtvliegtuigen van het Amerikaanse escorte-vliegdekschip USS Block Island. Hierbij verloren alle 54 man het leven. Bij dezelfde aanval werd ook een U-boot-tanker tot zinken gebracht.